# 中信证券华南
中信证券华南股份有限公司，简称中信证券华南，是中信证券股份有限公司的全资子公司，注册资本为50.91亿元。公司的前身是广州证券股份有限公司，1988年经中国人民银行批准成立，是全国最早成立的证券公司之一。2020年1月，公司并入中信证券股份有限公司，并更名为中信证券华南股份有限公司。。

## 历史
2014年9月，经股份制改造，“广州证券有限责任公司”变更为“广州证券股份有限公司”。在证监会公布的2016年证券公司分类结果中，广州证券被评为BBB级。
2017年5月，重庆市第四中级人民法院在审理案件时证实，广州证券在债券发行过程中，曾向重庆市发改委资金平衡处处长刘旗、高技术产业处处长熊玮、统筹城乡综合配套改革办公室改革试点处处长杨阳巨额行贿，被媒体称为小官巨腐案件的典型。。
2018年12月，中信证券宣布拟发行股份，作价134.6亿元收购广州证券100%股权，旨在加强公司在华南地区甚至粤港澳大湾区的核心竞争力。2019年1月，中信证券拟作价不超过134.6亿元，收购剥离了广州期货99.03%、金鹰基金24.01%股权后的广州证券100%股权。2020年1月13日，广东证监局核准了广州证券变更公司章程重要条款的内容，广州证券注册名称正式更改为“中信证券华南股份有限公司”。